# Haselsdorf-Tobelbad
Haselsdorf-Tobelbad – gmina w Austrii, w kraju związkowym Styria, w powiecie Graz-Umgebung. Według danych Austriackiego Urzędu Statystycznego liczyła 1353 mieszkańców (1 stycznia 2015).